# Silvio José, el buen parásito
Silvio José, el buen parásito, és un còmic creat per Paco Alcázar que apareix des d'abril de 2005 en la revista humorística El Jueves.

## El protagonista
La sèrie sobre un inadaptat social de 45 anys, Silvio José Pereda, que viu amb el seu pare en el seu apartament i demostra esplèndides dots a l'hora de lliurar-se de qualsevol treball.
Els seus entreteniments són jugar a videojocs (normalment, la seua passió són els jocs ambientats en la Segona Guerra Mundial) en l'ordinador, criticar son pare en un "famós" fòrum d'internet, veure la televisió i dormir.
Li encanta devorar menjar escombraria, entre la qual destaquen les salsitxes "Chisparritas".

## Personatges
El seu millor i únic amic, Federico, és un esquizofrènic que va a totes bandes amb un ninot Geyperman. Aquest li serveix de guia davant qualsevol dubte, no obstant això els seus consells van des de cremar coses a fer actes violents, alguns tan forassenyats com besar en Silvio José.
Cubero, el professor d'autoescola és altre conegut de la sèrie. Amb una estètica molt similar a la d'Adolf Hitler, passa el temps passejant pels túnels del metro o pels claveguerams i escrivint poesia infantil amb missatges sádics, tals com:
"Pepín es un huerfanito

que fríe un huevo frito

y martillazos en la cabeza,

martillazos en la cabeza"
Totes les seues poesies acaben amb la frase "Martellades al cap" repetida diverses vegades.
Altre personatge comú és el Doctor de la Quadra, un psiquiatre que necessita anàlisi psiquiàtrica l'únic objectiu del qual és torturar als seus pacients (entre ells el pare de Silvio) per a seguir cobrant-los les visites.

## La sèrie
El més destacable són els elaborats i àcids diàlegs dels personatges, entremesclats amb gran quantitat de crítica social i assaonats amb grans dosis d'humor negre. La situació personal, actituds i manera d'expressar-se del personatge recorden vagament als de Ignatius J. Reilly, antiheroi de la novel·la de John Kennedy Toole, Una conxorxa d'enzes.

## Títols publicats
- Silvio José, enamorado - Astiberri, 2014
- Silvio José, destronado - Astiberri, 2013
- Silvio José, faraón - Astiberri, 2012
- Silvio José, emperador - El Jueves, 2009
- Silvio José, el buen parásito - El Jueves, 2008